# 瑞芳蝙蝠洞
25°07′34″N 121°49′54″E / 25.125990°N 121.831664°E
瑞芳蝙蝠洞，是位於臺灣新北市瑞芳區海濱里北部濱海公路旁的摺翅蝠棲息地。

## 生態
此洞位在臺2線75K處。昔日瑞芳多天然山區，因林相完整、蚊蠅多，吸引摺翅蝠在此大量聚集，將此洞作生殖育幼用的繁殖洞，為東亞最多摺翅蝠之處。
有遷移度冬習性的摺翅蝠，從四月起母蝠起進駐洞內，於七、八月生出幼蝠，九月以後母蝠帶著幼蝠飛離此洞，部分可能遷至台灣南部過冬。如一處在旗山山區渠道的摺翅蝠冬眠洞，學會選擇不公布地點，以防干擾。絕大多數仍不確定度冬的地點。
西濱公路完工前即有蝙蝠，當時卻沒有正式研究，數字不可考；西濱公路完工通車，夏季傍晚蝙蝠出巢的壯觀景象吸引無數觀蝠人潮，因而瑞芳蝙蝠洞開始成為著名景點。然好景不常，而約末在80年代據當地民眾表示有人拿沖天炮往蝙蝠洞內炸，蝙蝠一夕之間全數離開，空洞時間達十餘年年之後數量又緩慢恢復。2005年，瑞芳鎮公所委託台灣蝙蝠學會調查，蝙蝠數量高達約五十萬隻，但2007年數量再次遞減，只剩最盛期一半。2014年，調查約廿萬隻左右。
2010年開始，台北市蝙蝠保育學會與瑞芳區公所進行合作，每年夏季辦理蝙蝠活動，藉由賞蝠活動推動蝙蝠保育。
其數量驟減原因包括氣候變遷、棲息地破壞、草地農藥施肥、員山子分洪道炸山讓蝙蝠洞內疑有大面積坍塌，造成棲息空間縮小。除疾駛車輛造成幼小的褶翅蝠被氣流打落死亡外，還有被瓜棚阻攔飛行路線，是因為外地民眾在洞口前開闢成菜園，更被亂丟垃圾。甚至有電信業者在這裡架設基地台

2019年由公路局總局基隆公務段與台北市蝙蝠保育學會合作，將台2線7傍晚6至8時5K降段於蝙蝠棲息育幼時進行限速，希冀檢少蝙蝠傷亡。

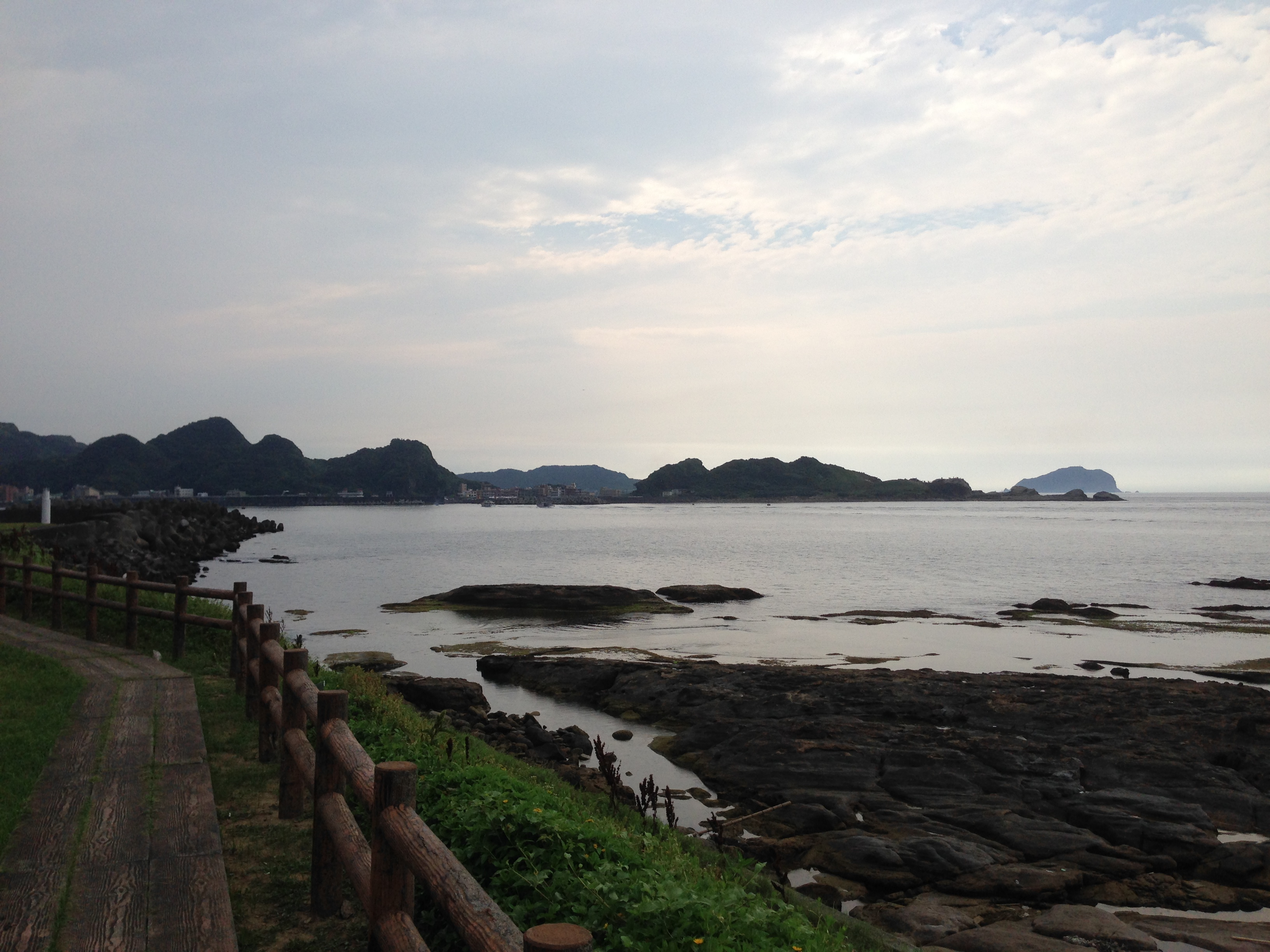
瑞芳蝙蝠洞公園海景

新北市政府民政局和台電、中油等單位合作，修整蝙蝠洞公園、增建賞蝠平台，吸引民眾到訪，當地不僅賞蝠視野佳，更是觀海休憩地點。政府和當地海濱里里民合作保育和觀光，除設立小心蝙蝠的提醒駕駛人告示外，沿途有蝙蝠壁畫，鐵路也變身為蝙蝠橋，希望藉此複製猴硐經驗，帶動此地觀光。公園採全天開放，內設停車場與涼亭，附近有海濱車站遺跡。
2015年報導時，瑞芳區公所於蝙蝠活躍季節的七月份會在每星期六、日下午五點半時至七點半時，也就是蝙蝠傍晚出洞覓食之時，定點定時排定志工導覽解說，並規定賞蝠原則，嚴禁干擾蝙蝠活動。2016年瑞芳區長陳奇正表示擬規畫將蝙蝠洞公園打造為主題公園，以蝙蝠的「蝠」字為發想，有五「蝠」臨門、「蝠」如東海、鐘聲幸「蝠」、幸「蝠」一生、「蝠」星高照，作為五大主題的公園。